# 제7회 유럽 영화상
제7회 유럽 영화상의 시상식에 관한 내용이다.

## 수상 및 후보

### 유러피안 작품상
- 라메리카 - 지아니 아멜리오 수상

### 유럽영화아카데미 평생공로상
- 로베르 브레송 수상

### 유럽영화아카데미 비평상
- 나의 즐거운 일기 - 난니 모레티 수상

### 유럽영화아카데미 다큐멘터리상
- Saga-Group Sarajevo

### 올해의 유럽영화 신인상
- 상어의 자식 - 아그네스 메렛 수상
- 보이체크 - 야노스 자즈 수상